# Showacho (métro d'Osaka)
Showacho (昭和町駅, Shōwachō-eki) est une station du métro d'Osaka sur la ligne Midōsuji dans l'arrondissement d'Abeno à Osaka.

## Situation sur le réseau
La station Showacho est située au point kilométrique (PK) 15,7 de la ligne Midōsuji.

## Histoire
La station a été inaugurée le 20 décembre 1951.

## Services aux voyageurs

### Accès et accueil
La station est ouverte tous les jours.

### Desserte
- Ligne Midōsuji :
  - voie 1 : direction Nakamozu

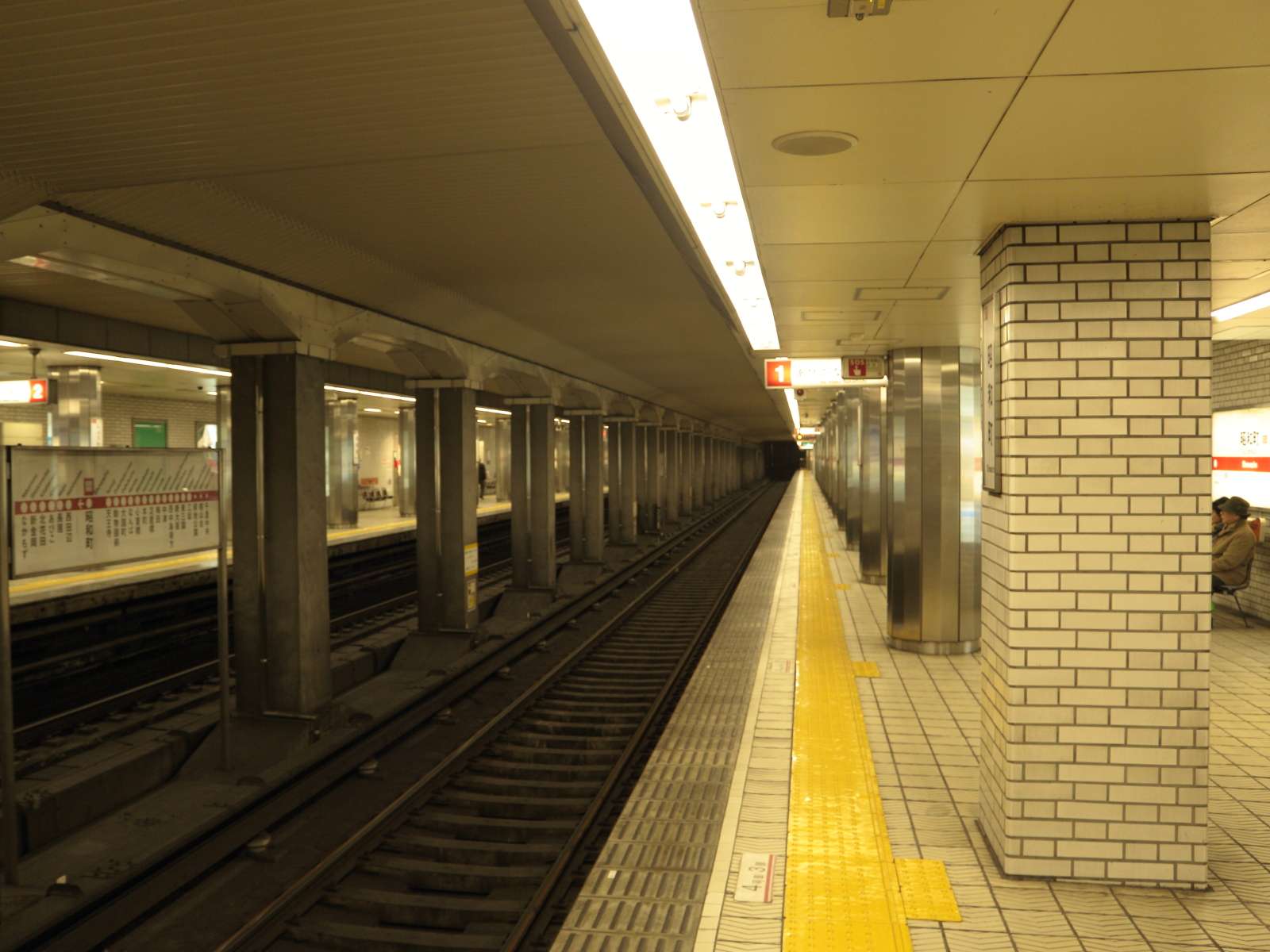
Vue des quais de la station

  - voie 2 : direction Esaka (interconnexion avec la ligne Kitakyu Namboku pour Minoh-kayano)

### Intermodalité
La station de métro Fuminosato (ligne Tanimachi) est située à proximité.